# Спомен-биста Ђорђу Станојевићу у Београду

## Опште карактеристике
Спомен-биста посвећена је Ђорђу Станојевићу 7. април 1858 — Париз, 24. децембар 1921), српском физичару и  професору, заслужном је за увођење првог електричног осветљења и изградњу првих хидроелектрана у Србији.
Споменик се налази у Масариковој улици испред зграде Електродистрибуције Србије, а постављен је 6. октобра 1993. године.